# 위에화 엔터테인먼트의 음반
이 문서는 위에화 엔터테인먼트에서 발매한 음반의 목록이다.

## 2010년대
- 2014년 10월 20일 유니크 - [Digital Single] Falling In Love[1]
- 2015년 1월 5일 유니크 - [China Digital Single] Falling In Love
- 2015년 4월 24일 유니크 - EOEO
- 2015년 10월 16일 유니크 - [Digital Single] Best Friend
- 2016년 2월 25일 우주소녀 - WOULD YOU LIKE?
- 2016년 6월 9일 다원 - 운빨로맨스 OST Part.4[2]
- 2016년 7월 29일 조승연 - [Digital Single] RECIPE[3]
- 2016년 8월 10일 다원, 연정 - [Digital Single] 아이돌보컬리그 - 걸스피릿 EPISODE 04[4]
- 2016년 8월 14일 조승연 - [Digital Single] Baby Ride
- 2016년 8월 17일 우주소녀 - THE SECRET
- 2016년 11월 11일 연정 - [Digital Single] 빈티지박스 Vol.2[5]
- 2016년 12월 17일 연정, 다원 - 눈의 여왕 3 - 눈과 불의 마법 대결 OST
- 2017년 1월 4일 우주소녀 - From. 우주소녀
- 2017년 1월 19일 유니크 - [Digital Single] Happy New Year 2017
- 2017년 3월 9일 안형섭, 이의웅, 저스틴, 정정, 최승혁 - [Digital Single] 나야 나 (PICK ME)[6]
- 2017년 3월 19일 조승연 - [Digital Single] 싱포유 - 일곱번째이야기 체인지[7]
- 2017년 5월 4일 엑시 - [Digital Single] Love Therapy[8]
- 2017년 5월 6일 안형섭,이의웅,저스틴,정정,최승혁 - [Digital Single] 나야 나 (PICK ME) (Piano Ver.)[9]
- 2017년 5월 31일 유연정 - 7일의 왕비 OST Part.1
- 2017년 6월 7일 우주소녀 - HAPPY MOMENT
- 2017년 11월 2일 형섭X의웅 - [Digital Single] 눈부시게 찬란한
- 2017년 11월 5일 다원 - 변혁의 사랑 OST Part.3
- 2017년 11월 14일 유연정 - 멜로홀릭 OST Part.4
- 2017년 12월 14일 유연정 - [Digital Single] Marry Me Part.2[10]
- 2018년 2월 27일 우주소녀 - Dream your dream
- 2018년 3월 12일 우주소녀 - [Digital Single] 투유 프로젝트 - 슈가맨2 Part.8[11]
- 2018년 4월 10일 형섭X의웅 - [Digital Single] 꿈으로 물들다
- 2018년 5월 8일 성주 - 미치겠다 너땜에 OST
- 2018년 5월 10일 김시현, 왕이런, 최예나 - [Digital Single] 내꺼야 (Pick Me)[12]
- 2018년 5월 12일 WOODZ - [Digital Single] POOL[pu:l]
- 2018년 5월 30일 유연정 - 훈남정음 OST Part.2
- 2018년 6월 1일 우주미키[13] - [Digital Single] 짜릿하게
- 2018년 6월 14일 설아 - 김비서가 왜 그럴까 OST Part.1[14]
- 2018년 7월 11일 수빈 - 훈남정음 OST Part.7
- 2018년 7월 21일 WOODZ - [Digital Single] Different
- 2018년 8월 5일 성주 - [Digital Single] 꿀[15]
- 2018년 8월 12일 루다 - 두니아~처음 만난 세계 OST Part.2
- 2018년 8월 30일 WOODZ - [Digital Single] EDEN_STARDUST.04[16]
- 2018년 9월 19일 우주소녀 - WJ_PLEASE?
- 2018년 11월 3일 WOODZ - [Digital Single] 아무 의미
- 2018년 11월 12일 유연정 - 여우각시별 OST Part.6
- 2019년 1월 8일 우주소녀 - WJ STAY?
- 2019년 3월 18일 에버글로우 - [Digital Single] Arrival Of Everglow
- 2019년 3월 21일 조승연, 황금률, 유성준 - [Digital Single] _지마 (X1-MA)[17]
- 2019년 6월 4일 우주소녀 - For The Summer
- 2019년 8월 19일 에버글로우 - [Digital Single] Hush
- 2019년 10월 14일 유연정 - 날 녹여주오 OST Part.2
- 2019년 11월 19일 우주소녀 - As You Wish

## 2020년대
- 2020년 2월 3일 에버글로우 - REMINISCENCE
- 2020년 3월 19일 다영,엑시 - 어서와 OST Part.1
- 2020년 6월 9일 우주소녀 - Neverland
- 2020년 6월 29일 WOODZ - EQUAL
- 2020년 7월 17일 설아 - 편의점 샛별이 OST Part.6[18]
- 2020년 9월 21일 에버글로우 - -77.82X-78.29
- 2020년 10월 31일 연정 - 경우의 수 OST Part.7
- 2020년 11월 17일 WOODZ - WOOPS!
- 2021년 1월 2일 설아 - [Digital Single] 하루 끝 (잘 하고 싶어 X 설아)
- 2021년 3월 15일 WOODZ - [Digital Single] SET
- 2021년 3월 31일 우주소녀 - UNNATURAL
- 2021년 5월 12일 우주소녀 더블랙 - [Digital Single] My Attitude
- 2021년 5월 25일 에버글로우 - [Digital Single] Last melody
- 2021년 6월 10일 유연정 - 간 떨어지는 동거 OST Part.3
- 2021년 7월 2일 WOODZ - 환승연애 OST Part.1
- 2021년 7월 8일 우주소녀 - [Digital Single] It's Live X 우주소녀
- 2021년 7월 15일 WOODZ - 월간집 OST Part.5
- 2021년 8월 25일 에버글로우 - [Digital Single] PROMISE
- 2021년 8월 27일 WOODZ - [Digital Single] LULLABY
- 2021년 9월 23일 우주소녀 - [Digital Single] 너의 세계로
- 2021년 10월 5일 WOODZ - ONLY LOVERS LEFT
- 2021년 10월 24일 설아 - 러브 인 블랙홀 OST Part.3
- 2021년 10월 31일 유연정 - [Digital Single] 수호천사[19]
- 2021년 11월 8일 엑시 - IDOL (아이돌:The Coup) OST Part.1[20]
- 2021년 11월 10일 설아 - 엘소드 OST : In The Violet Hour
- 2021년 11월 15일 엑시 - IDOL (아이돌:The Coup) OST Part.2[21]
- 2021년 12월 1일 에버글로우 - RETURN OF THE GIRL
- 2022년 1월 4일 설아,유연정 - 일진에게 반했을 때 OST Part.1
- 2022년 1월 17일 최예나 - ˣ‿ˣ (SMiLEY)
- 2022년 3월 2일 템페스트 - It's ME, It's WE
- 2022년 3월 13일 보나 - 스물다섯 스물하나 OST Part.7[22]
- 2022년 3월 31일 엑시 - [Digital Single] 봄 빛 (The Light)[23]
- 2022년 5월 4일 WOODZ - COLORFUL TRAUMA
- 2022년 6월 10일 WOODZ - 유미의 세포들 시즌 2 OST Part.1
- 2022년 7월 5일 우주소녀 - [Digital Single] Sequence
- 2022년 8월 3일 최예나 - SMARTPHONE
- 2022년 8월 29일 템페스트 - Shining Up
- 2022년 9월 7일 엑시 - [Digital Single] 〈두 번째 세계〉 Episode 2[24]
- 2022년 9월 21일 엑시 - [Digital Single] 〈두 번째 세계〉 Episode 4[25]
- 2022년 10월 19일 엑시 - [Digital Single] 〈두 번째 세계〉 Episode 7[26]
- 2022년 11월 9일 엑시 - 〈두 번째 세계〉 FINAL[27]
- 2022년 11월 22일 템페스트 - On And On
- 2022년 12월 13일 설아 - 아무것도 하고 싶지 않아 OST Part.8
- 2023년 1월 16일 최예나 - [Digital Single] Love War
- 2023년 1월 18일 유연정 - [Digital Single] Secret Love
- 2023년 4월 17일 템페스트 - 폭풍전야
- 2023년 6월 27일 최예나 - [Digital Single] HATE XX
- 2023년 8월 9일 최예나 - [Japan Digital Single] SMILEY
- 2023년 8월 18일 에버글로우 - [Digital Single] ALL MY GIRLS
- 2023년 9월 20일 템페스트 - [Digital Single] 폭풍 속으로
- 2024년 1월 15일 최예나 - GOOD MORNING
- 2024년 1월 19일 장하오 - 환승연애3 OST Part.4
- 2024년 1월 31일 템페스트 - [Japan Digital Single] Baddest Behavior
- 2024년 2월 7일 최예나 - [Japan Digital Single] DNA
- 2024년 3월 2일 다영 - 닥터슬럼프 OST Part.5[28]
- 2024년 3월 11일 템페스트 - TEMPEST Voyage
- 2024년 4월 8일 유승언 - [Digital Single] 올 듯 말 듯[29]
- 2024년 4월 10일 템페스트 - [Japan] BANG!
- 2024년 6월 10일 에버글로우 - [Digital Single] Zombie
- 2024년 9월 27일 템페스트 - [Digital Single] 로드 투 킹덤 : ACE OF ACE <VS> Part. 1;[30]
- 2024년 9월 30일 최예나 - [Digital Single] 네모네모
- 2024년 10월 17일 템페스트 - [Digital Single] 로드 투 킹덤 : ACE OF ACE <IDENTITY> Part.2[31]
- 2024년 10월 24일 템페스트 - [Digital Single] 로드 투 킹덤 : ACE OF ACE 〈NO LIMIT〉 Part. 1[32]
- 2024년 10월 25일 템페스트 - 로드 투 킹덤 : ACE OF ACE <NO LIMIT> ACE BATTLE[33]
- 2024년 12월 11일 템페스트 - [Japan] BUBBLE GUM
- 2024년 12월 11일 DáFF - [Digital Single] Zombie
- 2025년 3월 19일 템페스트 - [Digital Single] Destiny[34]
- 2025년 3월 31일 템페스트 - RE: Full Of Youth
- 2025년 4월 10일 템페스트 - [Digital Single] Unfreeze (Chinese Ver.)
- 2025년 7월 23일 템페스트 - [Japan Digital Single] My Way
- 2025년 7월 29일 최예나 - Blooming Wings